# Martin Ulčák
Martin Ulčák (24. března 1964 – 24. dubna 2020) byl český podnikatel a miliardář, který se v závěru svého života řadil dle žebříčku časopisu Forbes mezi stovku nejbohatších občanů Česka.
Jeho otec působil na vysoké pozici v JZD Slušovice. Absolvoval Vysokou školu ekonomickou v Praze. V květnu 1989 v období počátků Sametové revoluce se stal předsedou městského výboru Socialistického svazu mládeže v Praze, který pod jeho vedením zaštítil povolení demonstrací 17. listopadu 1989. V prosinci 1989 byl zvolen posledním předsedou ústředního výboru SSM.
Díky spolupráci v SSM byl spojen s Miroslavem Šloufem, s nímž dlouhodobě spolupracoval.
8. prosince 2014 unikl pokusu o atentát (někdo střílel na okno jeho vily v pražských Dejvicích), jehož pachatel nebyl odhalen (stav 2023).
Zemřel 24. dubna 2020 na rakovinu s rychlým průběhem.

## Podnikatelské aktivity
Jeho významnou podnikatelskou aktivitou bylo v roce 1991 založení společnosti Geco, která zajišťuje zásobování tabákovými a souvisejícími výrobky a provozuje síť trafik.
Jeho společnost Atlanta Safe obchodující s cennými papíry je spojena se založením pražské burzy.
V roce 2011 se po delším období spolupráce se společností Sazka pokusil o její ovládnutí v období jejích ekonomických problémů; to se mu nicméně nepovedlo a Sazku po řadě transakcí nakonec získal Karel Komárek mladší.
V posledním období svého života vstoupil do skupiny Vítkovice Jana Světlíka. Tento vstup byl podpořen ze strany Jaroslava Strnada a Františka Štěpánka.

### Firmy spojené s Martinem Ulčákem

#### WITKOWITZ
- Witkowitz
- Witkowitz Envi
- Vítkovice Hammering
- Gearworks (v konkursu)
- Hutní montáže
- Supermetal
- Vítkovice energetické strojírenství
- Vítkovické strojírny
- Witkowitz Atomica
- Witkowitz VHM[pozn. 1] (v roce 2020 se jediným akcionářem stal Marcel Belhocine)[5]

#### Další průmyslové aktivity
- Modřany Power
- Noen

#### Ostatní
- Geco
- T-Watt (28. dubna 2021 se jediným vlastníkem společnosti stala Sokolovská uhelná)[6]
- Atlanta Safe[1] (v březnu 2025 prodáno společnosti AVANT Consulting[7])